# Автошлях Т 2560
Автошля́х Т 2560 — автомобільний шлях територіального значення у Чернігівській області. Пролягає територією Коропського району через Придеснянське — Вишеньки. Загальна довжина — 5,2 км.

## Маршрут
Автошлях проходить через такі населені пункти:
| Автошлях Т 2560      |        |
| Чернігівська область |        |
| Коропський район     |        |
| Придеснянське        | Т 2516 |
| Черешеньки           |        |
| Вишеньки             |        |